# Nuit et Brouillard (film)
Pour les articles homonymes, voir Nuit et brouillard (homonymie).
Pour plus de détails, voir Fiche technique et Distribution.
Nuit et Brouillard est un film documentaire français réalisé par Alain Resnais, à l'initiative de l'historien Henri Michel, sorti en 1956.
Il traite de la déportation et des camps d'extermination nazis de la Seconde Guerre mondiale, en application des dispositions dites « Nuit et brouillard » (décret du 7 décembre 1941).

## Fiche technique
- Titre : Nuit et Brouillard
- Réalisation : Alain Resnais
- Assistants réalisateur : Anne Sarraute, André Heinrich
- Collaborateur scénaristique : Chris Marker
- Auteur du commentaire : Jean Cayrol
- Conseillers historiques : Henri Michel et Olga Wormser
- Photographes : Ghislain Cloquet, Sacha Vierny
- Montage : Anne Sarraute, Jasmine Chasney, Henri Colpi, Alain Resnais
- Musique : Hanns Eisler
- Producteurs : Philippe Lifchitz, Anatole Dauman
- Sociétés de production : Cocinor—Comptoir Cinématographique du Nord, Argos Films, Como-Films (Paris)
- Voix-off : Michel Bouquet, qui refusa au départ, en hommage aux victimes, que son nom paraisse au générique[Note 1]
- Pays de production :  France
- Langue : français
- Format : Noir et blanc + Couleur — 16 mm — 1,37:1 — Son : Mono
- Genre : Film documentaire
- Durée : 32 minutes
- Dates de sortie : 
  - France : janvier 1956 (première) / 29 avril 1956 (Festival de Cannes, hors compétition)
  - Allemagne de l'Ouest : 1er juillet 1956 (Berlin)
  - Italie : 5 septembre 1956 (Mostra de Venise)
  - URSS : 6 avril 1957 (Leningrad)

## Distribution
- Michel Bouquet : la voix du narrateur

## Autour du film
- Le tournage s'est déroulé de mai 1955 à janvier 1956 en Pologne, dans deux lieux : le camp de concentration d'Auschwitz-Birkenau à Oświęcim, dans la voïvodie de Petite-Pologne et le camp de Majdanek (officiellement le KL Lublin), situé à 2 km au sud du centre de la ville polonaise de Lublin, dans la voïvodie de Lublin.
- On peut aussi noter que la musique du film est basée sur la mélodie du « Chant des Marais », chanson créée par des prisonniers politiques d’un camp dans l’Allemagne Nazie. Elle a été remaniée pour le film.

## Le film
Nuit et Brouillard est une commande du Comité d'histoire de la Seconde Guerre mondiale pour le dixième anniversaire de la libération des camps de concentration et d'extermination nazis,, un organisme gouvernemental fondé en 1951, dont le but était de rassembler de la documentation et de poursuivre des recherches historiques sur la période de l'occupation de la France en 1940-1945, et dont Henri Michel était le secrétaire général. L'historien a déjà lancé en 1953 le projet de la publication d'une des premières anthologies de témoignages de rescapés, Tragédie de la déportation, 1940-1945, en collaboration avec Olga Wormser, qui joue avec lui un rôle essentiel de conseillère historique dans l'élaboration et la documentation du film.
Le producteur Anatole Dauman fait d'abord appel à la réalisatrice chevronnée Nicole Vedrès mais elle refuse en raison de l'insuffisance de moyens de production et de distribution, aussi se tourne-t-il vers un jeune réalisateur prometteur, Alain Resnais. Ce dernier refuse, considérant son manque de légitimité à évoquer un tel sujet, puis s'engage à réaliser le film après avoir convaincu l'écrivain Jean Cayrol, résistant français déporté dans le camp de Mauthausen en 1943, d'écrire le commentaire du film.
D'une durée de trente-deux minutes, le film est un mélange d'archives en noir et blanc et d'images tournées en couleur. Le texte, écrit par Jean Cayrol, est dit par Michel Bouquet d'une voix blanche et sans affect. Le film tire son titre du nom donné aux déportés dans les camps de concentration par les nazis, les NN (Nacht und Nebel, du nom du décret éponyme du 7 décembre 1941), qui semblaient ainsi vouloir jeter l'oubli sur leur sort.
Réalisé en 1955, dix ans après la fin des hostilités, ce qui assure un certain recul, le film est le premier à poser un jalon contre une éventuelle avancée du négationnisme, ainsi qu'un avertissement sur les risques que présenterait une banalisation, voire le retour en Europe, de l'antisémitisme, du racisme ou encore du totalitarisme. Il reste difficile d'imaginer aujourd'hui la force du film à sa sortie, en 1956, en pleine guerre froide, quoiqu'il ne mentionne encore pas le caractère racial des exterminations, qu'il ne distingue pas des simples déportations.
Travail de documentation serein, calme et déterminé, ce film montre tour à tour comment les lieux des camps de concentration ainsi que le travail d'extermination pouvaient avoir une allure ordinaire, comment cette extermination était organisée de façon rationnelle et sans état d'âme, « technique » en un mot, et comment l'état dans lequel ont été conservés les lieux est loin d'indiquer ce qui jadis s'y perpétrait.
Les images sont accompagnées de la lecture d'un texte de l'écrivain français Jean Cayrol. Son monologue poétique rappelle le monde de tous les jours des camps de concentration, la torture, l'humiliation, la terreur, l'extermination. Dans la première version allemande, la traduction de Paul Celan diffère parfois de l'original pour des raisons poétiques : elle est restée longtemps la seule version de ce texte imprimée en allemand. La traduction littérale du texte original de Cayrol n'a été imprimée en allemand qu'en 1997.
La musique du film a été écrite par le compositeur germano-autrichien politiquement engagé Hanns Eisler.
Le 31 janvier 1956, le film remporte le prix Jean-Vigo, le jury saluant sa qualité esthétique mais voulant aussi adresser un camouflet à la censure d'État. Il sort le 22 mai 1956 dans une salle parisienne, reste cinq mois à l'affiche, et réalise plus de huit millions de recettes en salle.
Le film fait partie des contenus pédagogiques souvent diffusés aux élèves en classes de troisième, en France et dans les lycées français à l'étranger, pour illustrer le chapitre sur la Seconde Guerre mondiale et la déportation des juifs d'Europe,, car il s'agit d'un des rares films qui, par sa sobriété, par la solidité historique de ses références et par la beauté plastique et formelle de ses images, aient fait l'unanimité dès leur sortie.

## Censure

### Commission de contrôle cinématographique
En 1956, au vu de la dureté du sujet, certains membres de la Commission de contrôle demandèrent que ce film soit interdit aux moins de 16 ans. Ainsi, le représentant de la présidence du Conseil demande le passage de Nuit et Brouillard en séance plénière « pour interdiction aux mineurs en raison de la vérité criminelle de ce film ». L'ajout par la société Argos d'un avertissement sur la brutalité des images permit d'éviter l'interdiction aux mineurs.
Le film est également connu pour avoir dû faire face à la censure française qui cherche à estomper les responsabilités de l'État français en matière de déportation. La Commission exige en effet, sur proposition d'un représentant du ministère de la Défense, que soit supprimée du film une photographie d'archives sur laquelle on peut voir un gendarme français surveiller le camp de Pithiviers, pourtant authentique. Les auteurs et producteurs du film refusent mais sont tout de même contraints de masquer la présence française, en l'occurrence en couvrant le képi du gendarme, signe distinctif principal, par un recadrage de la photographie et une fausse poutre; la Commission leur a laissé le choix entre modifier cette image ou bien couper dans la dernière bobine court-métrage, celle comportant des images de victimes des camps. Cet artifice, volontairement visible, a depuis été ôté et l'image a retrouvé son intégrité.
En 2010, Catherine Thion, docteur en histoire et chargée de recherche historique au Centre d'étude et de recherche sur les camps d'internement du Loiret (CERCIL) remet en doute la localisation de Pithiviers. « Le travail de comparaison et l'identification des bâtiments présents à l'arrière-plan permettent de conclure que la photo dite du gendarme représentait en fait la partie sud-ouest du camp de Beaune-la-Rolande, et non le camp de Pithiviers ».
Depuis la redécouverte en 2020 de photographies liées à la rafle du billet vert et au transfert des Juifs arrêtés vers des camps de transit, il est admis que la photo a été prise au camp de Beaune-la-Rolande.

### Festival de Cannes 1956
Les autorités allemandes demandent également le retrait de la sélection officielle du festival de Cannes 1956, elles reprochent au réalisateur de vouloir perturber la réconciliation franco-allemande. Maurice Lemaire affirme, quant à lui, « qu’il eût été souverainement inconvenant de présenter un tel document dans l’atmosphère de festivité internationale qui est celle des rencontres annuelles de Cannes ». Cette forme de dénégation provoque en retour de nombreuses protestations en Allemagne et en France,,.
Les organisateurs du festival ordonnent la suppression de l’image et, à la demande de l’ambassade d’Allemagne, le film est présenté hors compétition.

### Suisse
En Suisse, en 1957, le Département politique fédéral en "déconseillera" la diffusion lors des Rencontres internationales de Genève (de), affirmant que sa diffusion ne serait pas « compatible avec l’exercice de la neutralité helvétique ».

## Critiques
Des critiques ont pu être faites à ce film qui distingue mal « camps de concentration » et « camps d'extermination ». À cet égard, il est conforme à la vision de la déportation — essentiellement politique et résistante — qui dominait dans les années 1950-1960. Ainsi, le mot « juif » n'est prononcé qu'une seule fois dans tout le commentaire : dans une liste de victimes de l'extermination, « Stern, étudiant juif d'Amsterdam, » est évoqué ; mais les autres victimes citées dans cette liste, comme « Annette, lycéenne de Bordeaux », ne se voient pas reconnaître leur statut de personnes juives. Le désir de l'auteur est de fondre les victimes dans un grand ensemble, sans insister sur la spécificité de la Shoah, qui sera dominante après les années 1970.
Cependant, le commentaire de Jean Cayrol et les images d'Alain Resnais gardent aujourd'hui une grande force. Ainsi, les dernières paroles du film, sur un travelling arrière des chambres à gaz dynamitées :
« Neuf millions de morts hantent ce paysage.

Qui de nous veille de cet étrange observatoire, pour nous avertir de la venue des nouveaux bourreaux ? Ont-ils vraiment un autre visage que le nôtre ? Quelque part parmi nous il reste des kapos chanceux, des chefs récupérés, des dénonciateurs inconnus…
Il y a tous ceux qui n’y croyaient pas, ou seulement de temps en temps.

Il y a nous qui regardons sincèrement ces ruines comme si le vieux monstre concentrationnaire était mort sous les décombres, qui feignons de reprendre espoir devant cette image qui s'éloigne, comme si on guérissait de la peste concentrationnaire, nous qui feignons de croire que tout cela est d’un seul temps et d’un seul pays, et qui ne pensons pas à regarder autour de nous, et qui n’entendons pas qu’on crie sans fin. »

## Exploitation par le négationnisme
Le négationniste Robert Faurisson a exploité, en déformant le propos, la séquence finale du film dans laquelle apparaît une image du camp d'extermination d'Auschwitz Birkenau tandis que le commentaire énonce que « neuf millions de morts hantent ce paysage ». Dans des écrits répétés depuis les années 1990, Robert Faurisson prétend en effet que le documentaire affirmerait ainsi qu'Auschwitz seul aurait fait neuf millions de victimes : or ce nombre correspondait dans le documentaire à une estimation de l'ensemble des victimes du système concentrationnaire, c'est-à-dire l'objet du Nuit et Brouillard que symbolise l'image de Birkenau. Cette estimation par ailleurs excessive correspondait à l'état limité des recherches sur le sujet au milieu des années 1950. Selon l'analyse de Gilles Karmasyn, qui souligne qu'aucun historien n'a avancé un tel chiffre concernant Auschwitz, « il s’agit pour Faurisson de gonfler l’estimation maximale du nombre de morts d’Auschwitz afin de montrer à quel point on aurait avancé des évaluations grotesques, les derniers textes de Faurisson attribuant plus ou moins explicitement cette estimation aux historiens. Il s’agit de les discréditer et de prétendre qu’ils ne travaillent pas sérieusement (sous-entendu : « contrairement aux « révisionnistes » »). Cette falsification a été également reproduite par Roger Garaudy. Pour Ewout Van Der Knaap, auteur d'une étude sur l'accueil international réservé à Nuit et Brouillard, « cet argument fallacieux a prouvé au contraire la célébrité et la force de Nuit et Brouillard, qui peut fonctionner à la fois comme un point de repère de la mémoire et comme un totem à abattre ».